# مارییان برنتسیچ
مارییان برنتسیچ (کرواتی: Marijan Brnčić؛ زادهٔ ۲۳ ژوئیهٔ ۱۹۴۰) بازیکن سابق یوگسلاو و مربی فوتبال اهل کرواسی بود.
از باشگاه‌هایی که در آن بازی کرده‌است می‌توان به باشگاه فوتبال کورتریک، باشگاه فوتبال دینامو زاگرب، و باشگاه فوتبال رییکا اشاره کرد.
وی همچنین در تیم‌های ملی فوتبال یوگسلاوی، و یوگسلاوی، بازی کرده‌است.